# 西北漢考克 (緬因州)
西北漢考克（英語：Northwest Hancock）是位於美國緬因州漢考克縣的一個未組織地區。

## 地方資料
西北漢考克的面積為107.30平方千米，當中陸地面積為107.10平方千米，而水域面積為0.20平方千米。根據2020年美國人口普查的數據，當地共有人口2人，而人口密度為每平方千米0.02人。